# Platyrhacus trichopygus
Platyrhacus trichopygus är en mångfotingart som beskrevs av Chamberlin 1941. Platyrhacus trichopygus ingår i släktet Platyrhacus och familjen Platyrhacidae. Inga underarter finns listade i Catalogue of Life.